# 도르니에 Do 17

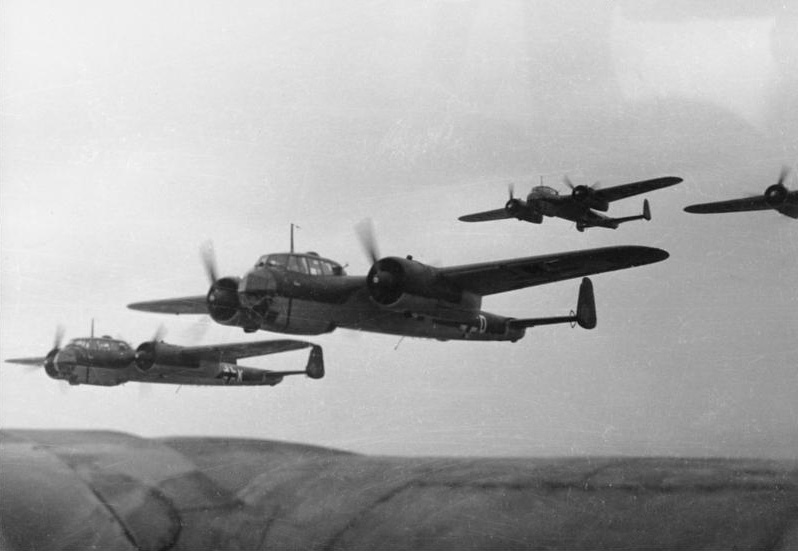

도르니에 Do 17(Dornier Do 17)은 제2차 세계 대전 기간 중 독일 루프트바페를 위해 도르니에 비행기공장에서 제작된 트윈 엔진 경폭격기이다. 1930년대 초에 적 항공기를 추월할 정도로 충분히 빠르게 움직이도록 고안된 고속폭격기로 설계된 이 항공기는 꼬리 2개와 숄더 윙을 갖추고 있었다. 날아다니는 연필(Fliegender Bleistift)로도 불렸던 이 항공기는 특히 낮은 고도에서의 조작으로 인해 선원들 가운데 유명했으며 이를 통해 Do 17은 다른 독일 폭격기에 비해 맞추기 더 어려웠다.
Do 17은 스페인 내전 기간 중 1937년 전투에서 데뷔했으며 콘도르 군단에서 여러 역할로 운용되었다. 하인켈 He 111과 함께 1939년부터 1940년 사이 주된 폭격기 유형의 독일 공군 전력이 되었다. 도르니에는 전쟁 초기 전반에 사용되었다.
도르니에의 생산은 1940년 중반 더 새롭고 더 강력한 융커스 Ju 88의 선호로 인해 종료되었다. Do 17의 후속은 훨씬 더 강력한 도르니에 Do 217이다.

## 같이 보기
- 도르니에 Do 215
- 도르니에 Do 217